# Alberto Arrighi
Alberto Arrighi (Lecco, 31 agosto 1968) è un politico italiano.

## Biografia
Fin da giovane impegnato in politica con le organizzazioni giovanili, alle elezioni politiche del 2001 viene eletto deputato in Lombardia con Alleanza Nazionale, conclude il mandato parlamentare nel 2006.
Dopo aver lasciato la politica si dedica all'attività di impresa e oggi è Direttore delle Relazioni Esterne, degli Affari Istituzionali e Rapporti Associativi di un gruppo che progetta, realizza. e gestisce resort, SPA e centri benessere in Italia e nel mondo.